# ميتش كورني
ميتش كورني (بالإنجليزية: Mitch Cornish)‏ هو لاعب دوري الرغبي أسترالي، ولد في 28 يناير 1993 في غولبرن في أستراليا.